# Bazický bod
Termínem bazický bod (označovaný symbolem ‱ nebo zkratkou bp, bps – z anglického Basis point) se ve finanční oblasti označuje jedna setina procentního bodu (1 pp = 100 bp) neboli promyriáda. V bazických bodech se udávají především úrokové míry a výnosové míry různých finančních nástrojů.
Například změna úrokové míry z 0,5 % p. a. na 0,6 % znamená změnu o 10 bp.
Bazický bod není obsažen (a tak ani povolen) v normě ISO (například v ISO/IEC 80000) či v Soustavě SI. Termín bazický bod může být totiž i matoucí. Používání termínu bazický bod je tak kontroverzní stejně jako u pojmu procentní bod. Proto i pojem bazický bod se přestává používat.